# Larry Hagman

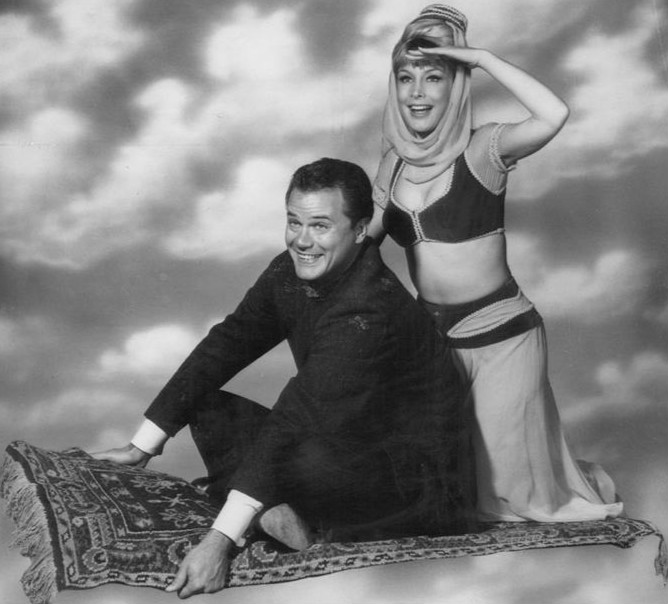
Larry Hagman y Barbara Eden en Mi bella genio

Larry Martin Hagman (Fort Worth, Texas, 21 de septiembre de 1931-Dallas, Texas, 23 de noviembre de 2012) fue un actor de cine y televisión estadounidense, que alcanzó fama con los personajes de J. R. Ewing en la serie Dallas y del capitán/mayor Anthony Nelson en la serie Mi bella genio.

## Trayectoria
Hagman fue principalmente un actor de televisión que se consagró en Dallas, pero había comenzado su carrera décadas antes, trabajando como ayudante de producción y actuando en pequeños papeles en el Theater '50 de Margo Jones. Luego apareció en The Taming of the Shrew en Nueva York, y continuó con numerosos musicales en San Petersburgo (Florida) y Lambertville (Nueva Jersey).
El debut en Broadway de Larry Hagman se produjo en 1958, en Comes a Day. Luego apareció en otras cuatro obras de Broadway: God and Kate Murphy, The Nervous Set, The Warm Peninsula y The Beauty Part. Durante este período, se prodigó en numerosos programas de la televisión grabados en directo.
En 1964 hizo su debut en el cine con la película Ensign Pulver junto a Jack Nicholson. El mismo año, Hagman intervino en Fail-Safe, junto a Henry Fonda.
En 1965 interpretó al amo de Barbara Eden en la conocida serie de comedia I Dream of Jeannie (Mi bella genio) para la NBC, que se mantuvo en antena hasta 1970. En ella era el Capitán/Comandante Anthony Nelson, quien encuentra a una bella genio cuando su nave espacial cae en una isla del Pacífico Sur, debido a un desperfecto.
Tras la finalización de Mi bella genio, Hagman intervino en otras dos series durante los años 70: Here We Go Again y The Good Life. También tuvo un papel en una película bélica de John Sturges: The Eagle Has Landed (1976), junto a numerosas estrellas como Donald Sutherland, Michael Caine, Robert Duvall, Donald Pleasence...
A finales de la década pasó a interpretar a J.R. Ewing, el personaje central de una de las series de mayor éxito en la historia de la televisión: Dallas. Especialmente recordada es la escena final de la segunda temporada, cuando J.R. cae tiroteado por un personaje anónimo. El impacto que suscitó tal final (temporal) y las interrogantes sobre si J.R. muere y sobre la identidad del agresor se convirtieron en uno de los temas más debatidos por los televidentes de todo el mundo. La serie se reanudó con su tercera temporada y con J.R. recuperado de sus heridas, y se emitió con sucesivas entregas hasta 1991.
Tras el fin de la serie, Hagman tuvo que hacer frente a una cirrosis hepática causada por su continuado consumo de bebidas alcohólicas. En 1995 se sometió a un trasplante de hígado.
Con posterioridad interpretó papeles en las películas Nixon de Oliver Stone, El tercer gemelo (1997) y Primary Colors (1998), de Mike Nichols.
En 2009 Hagman tuvo una sonada aparición en España, país donde Dallas había gozado de enorme éxito; el actor participó en la serie del canal español Antena 3, Somos cómplices.
Sus últimos trabajos fueron el papel de Burt en la serie de televisión Nip/Tuck transmitida por FOX y su regreso a Dallas en una continuación modernizada de la serie. Aquí trabajó junto con Josh Henderson, Jesse Metcalfe y la mayoría de los actores de la serie original, rodando la primera temporada y seis episodios de la segunda.

## Fallecimiento
Falleció el 24 de noviembre de 2012 a los 81 años a causa del cáncer. En el momento del fallecimiento, le acompañaban dos de sus más fieles compañeros de la serie, Patrick Duffy y Linda Gray.